# 中ソ友好同盟相互援助条約
中ソ友好同盟相互援助条約（ちゅうそゆうこうどうめいそうごえんじょじょうやく、ロシア語: Советско-китайский «Договор о дружбе, союзе и взаимной помощи»）は、1950年にソビエト連邦と中華人民共和国が結んだ、軍事同盟と経済協力を約した条約。1980年に失効した。
正式名称は「中華人民共和国とソビエト社会主義共和国連邦との間の友好、同盟及び相互援助条約」（ロシア語: Договор о дружбе, Союзе и взаимной помощи между Союзом Советских Социалистических Республик и Китайской Народной Республикой、繁体字中国語: 中華人民共和國蘇維埃社會主義共和國聯盟友好同盟互助條約）

## 概要
1949年9月20日より開会された第4回国連大会において、1945年締結の中ソ友好同盟条約に依拠する中国共産党およびソ連への批判決議案が議論される中、中国共産党にとってこの条約の破棄と新たな中ソ条約の締結は、国連代表権問題とも密接に関係する重要課題であった。
1949年12月6日、中国の毛沢東共産党主席はヨシフ・スターリン書記長の生誕70周年祝賀式典参加のために列車でモスクワに向かい、12月16日に到着した。
同日、スターリン＝毛沢東第1回会談において毛は条約問題を提起したが、スターリンは消極的であり、およそ2年後に大幅に改定すると述べるに留めた。また、24日の第2回会談では条約問題を持ち出さず、毛を失望させた。しかし交渉の結果、1950年1月にスターリンは新条約および借款、通商、民間航空等の協定締結に同意した。
1950年1月10日、周恩来総理（外相兼務）が政府代表団を率いて北京を立ち、20日にモスクワに到着。
23日より、周恩来、李富春、王稼祥と、アナスタス・ミコヤン、アンドレイ・ヴィシンスキー（外務大臣）、ローセンの間で具体的な話し合いが行われた。
第一次草案はソ連側から提出されたが、当初の名称は「中ソ友好同盟条約」であった。まず、周恩来の提案により「中ソ友好同盟相互援助条約」と変えられた。
また条約第一条の、第三国の攻撃を受けた場合の援助規定について、草案では「援助することができる」と、援助は明確な義務ではなかった。これも周恩来の主張により、「直ちに全力をあげて・・・援助を与える」と、より明確化された。
2月14日、モスクワのクレムリン宮殿において調印式が催され、ヴィシンスキーと周恩来により調印された。また条約と同時に、「中国長春鉄路、旅順口および大連に関する中ソ間協定」「ソ連から中国への借款供与に関する協定」が締結された。
同日夜、在モスクワ中国大使館の主催により、メトロポール・ホテルを貸切にしたカクテルパーティーが開催され、スターリンを始めとするソ連の党・政府・軍の最高指導者が出席した。スターリンがクレムリン外のパーティーに出席することは異例であったが、毛沢東が直々に頼み込んだ結果、実現した。
条約は4月11日、中央人民政府委員会第6回会議において批准され、即日発効した。
条約は仮想敵国として「日本または日本の同盟国」と規定し、名指しこそしないもののアメリカ合衆国への対抗を主な目的としている。期限は発効後30年であった。
中国は、この条約によって当時のソ連の最新鋭兵器だったジェット戦闘機のMiG-15など近代的な軍備を手に入れ、条約になかった原子爆弾製造技術の協力も得ることとなった。
戦略爆撃機のTu-16およびTu-4（米国のB-29のコピー）、弾道ミサイル潜水艦のゴルフ型、弾道ミサイルのR-2（ドイツのV2ロケットの射程延伸型）のような戦略兵器もライセンスごと供与された。
6月25日に始まった朝鮮戦争でこの条約はソ連が米国との全面衝突を避けるために中国を介して朝鮮民主主義人民共和国を間接的に支援する根拠に利用され、スターリン死後の1961年7月にも両国はそろって北朝鮮と中朝友好協力相互援助条約、ソ朝友好協力相互援助条約を締結し、3カ国でさらに緊密な同盟になると考えられたが、直後に表面化した中ソ対立によって条約は形骸化した。
その後もこの条約は有効であったが、1979年2月16日に中国共産党副主席の鄧小平は中越戦争を開戦するとともにソ連が「三大障害」（中ソ国境とモンゴル人民共和国からのソ連軍の撤退、アフガニスタンからのソ連軍の撤退、カンボジアからのベトナム軍の撤退）を解決しない限り条約を更新しないことを表明、同年4月3日に第5期全人代常務委員会第7回会議において不延長を決定し、同日に黄華外相がイリヤ・シチェルバコフ中国駐在ソ連大使にこの決定を通告した。翌1980年4月11日に条約は期限を迎え、失効した。

## 関連文献
- 金冲及, 劉俊南, 譚佐強『周恩来伝 : 一九四九-一九七六』岩波書店〈上巻〉、2000年。 NCID BA49755567。
- 松村史紀「中ソ友好同盟条約とソ連 : 同盟の設計と利権問題」『国際研究論叢』第24巻第2号、大阪国際大学、2011年1月、129-145頁、ISSN 09153586、NAID 110008148654。